# Norton Saint Philip
Norton Saint Philip is een plaats en civil parish in het bestuurlijke gebied Mendip, in het Engelse graafschap Somerset met 848 inwoners.